# Asilus albitarsatus
Asilus albitarsatus là một loài ruồi trong họ Asilidae. Asilus albitarsatus được Macquart miêu tả năm 1834. Loài này phân bố ở vùng nhiệt đới châu Phi.